# بلندی‌های خنتئی-دائور
بلندی‌های خنتئی-دائور (روسی: Хэнтэй-Даурское нагорье) یکی از کوه‌های سیبری جنوبی در سرزمین زابایکالسکی ناحیه فدرالی خاور دور کشور روسیه است.